# Apunt amagat

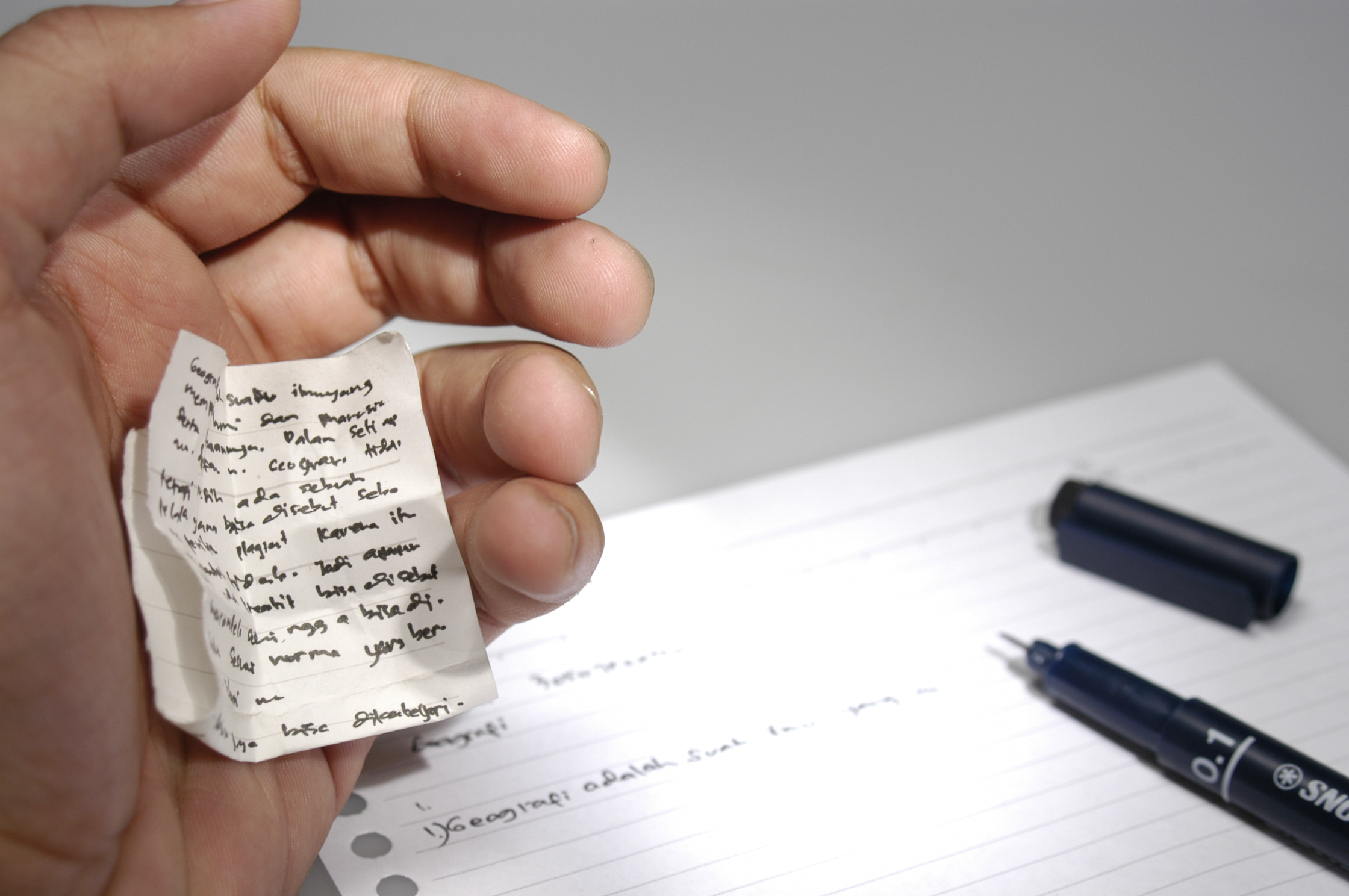
L'apunt amagat serveix per aprovar deshonestament un examen i constitueix una il·legalitat o frau.

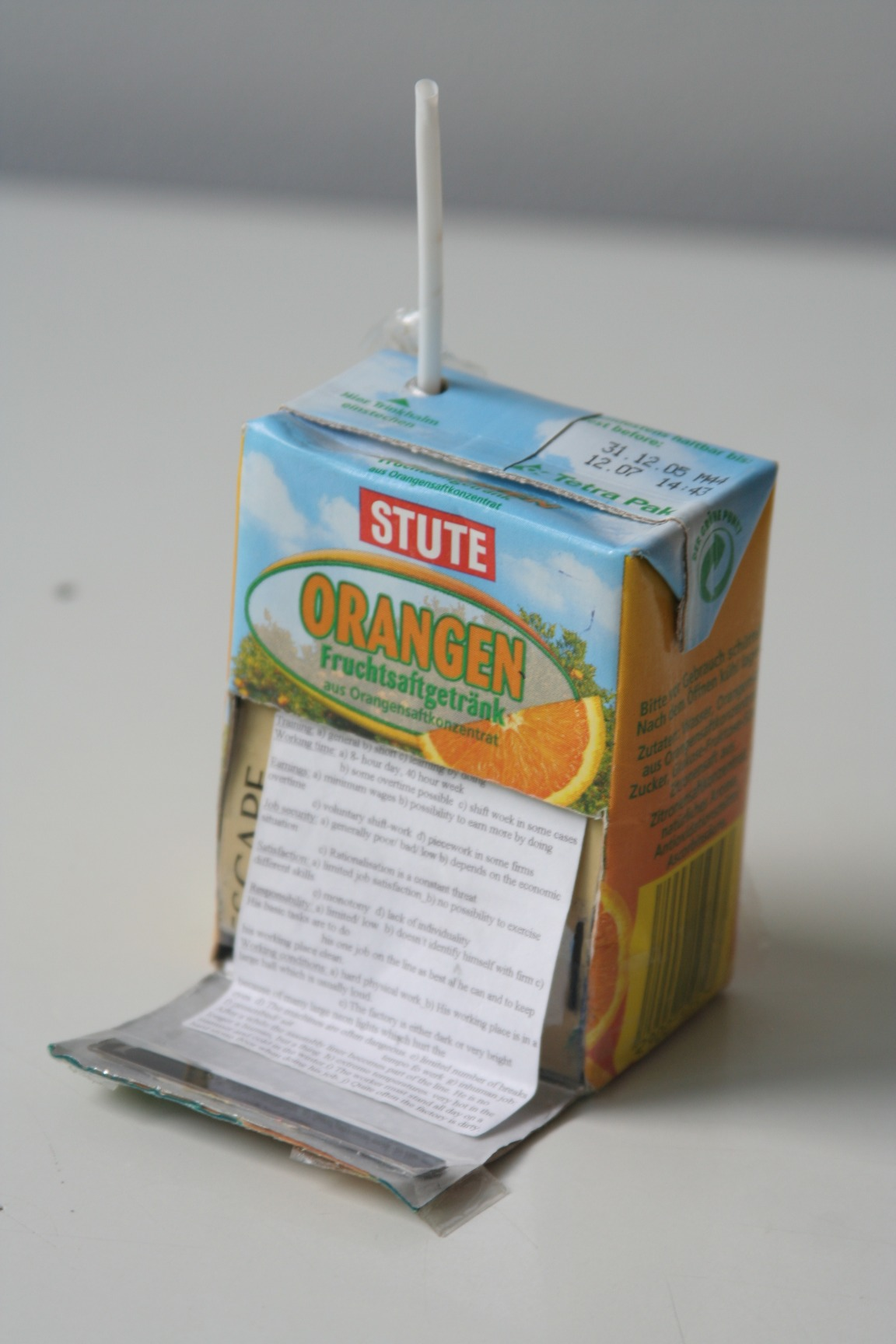
Apunt amagat en un envàs de suc.

Un  apunt amagat  és aquell que s'utilitza de forma clandestina com a font d'informació en els exàmens. Les anotacions d'aquest apunt es realitzen normalment en un tros de paper o fins i tot en el mateix cos. És un frau que pot falsejar els resultats dels exàmens.

## Denominacions
Existeixen diverses denominacions per a aquest tipus d'apunt. Aquestes denominacions provenen de l'argot estudiantil. Va aparèixer per primera vegada recollit per la Reial Acadèmia Espanyola com una accepció de «xuleta», en la divuitena edició del Diccionari de la llengua (el 1956).
Les denominacions en diferents idiomes són:
- Cheat sheet, en anglès (Full-trampa)
- Chuleta, en castellà.[1]
- Antisèche en francès
- Spickzettel en alemany
- Spiekbriefje en neerlandès
- Cábula en portuguès